# Jawornik (powiat strzyżowski)
Jawornik (do 14 lutego 1968 Jawornik Niebylecki) – wieś w Polsce, położona w województwie podkarpackim, w powiecie strzyżowskim, w gminie Niebylec.
| SIMC    | Nazwa     | Rodzaj    |
| ------- | --------- | --------- |
| 0656611 | Berdechów | część wsi |
| 0656628 | Dół       | część wsi |
| 0656634 | Góra      | część wsi |
| 0656640 | Leszczyny | część wsi |
| 0656657 | Orzyszka  | część wsi |
| 0656663 | Podlas    | część wsi |
| 0656670 | Za Górą   | część wsi |

W latach 1975–1998 miejscowość należała administracyjnie do województwa rzeszowskiego.
Miejscowość jest siedzibą parafii Matki Bożej Wspomożenia Wiernych, należącej do dekanatu Czudec, diecezji rzeszowskiej.